# Anthrax sabina
Anthrax sabina är en tvåvingeart som först beskrevs av Osten Sacken 1887.  Anthrax sabina ingår i släktet Anthrax och familjen svävflugor. Inga underarter finns listade i Catalogue of Life.